# 松尾カニタ
松尾 カニタ（まつお かにた、1958年4月13日 - ）は、日本の大阪で活動する、バンコク出身のラジオDJ。

## 人物
1958年、タイ・バンコク生まれ。
1979年、タンマサート大学政治学部行政学科を首席で卒業。
1986年、慶應義塾大学大学院法学研究科博士課程修了。
京都大学東南アジア研究センター矢野暢研究室助手を経て、1995年からFM COCOLOプログラム・スタッフ。
国土審議会専門委員、大阪市人権推進審議会委員などを歴任。

## 著書
- 原敬：戦前日本における政治発展
- 『小説土佐堀川』タイ語版（大同生命国際文化基金, 2017年）-松尾が翻訳を手がけた

## テレビ出演
- そこまで言って委員会NP（読売テレビ）